# Pressoir mystique
Pour les articles homonymes, voir Pressoir (homonymie).

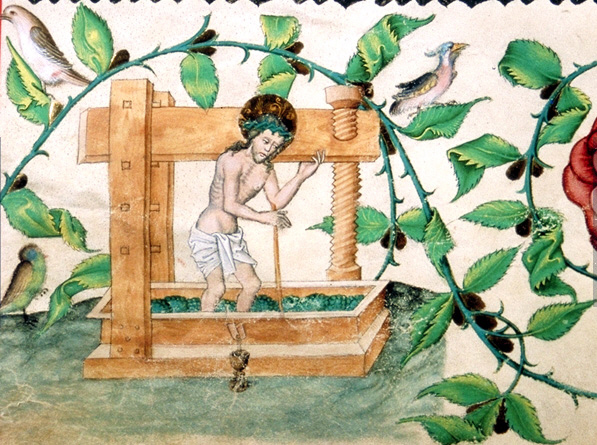
Pressoir mystique.

Le pressoir mystique est un thème iconographique chrétien, image de la Passion et des sacrements puis par extension de l'institution de l'Église :
le Christ comme Cep et les disciples sarments.

## Définition

### Sources bibliques
- En hébreu le mot רָדָה rada signifie « presser » dans le pressoir à vin mais aussi, dominer, subjuger, soumettre. « Prenez la faucille pour les faucher comme une moisson mûre. Venez les écraser comme le raisin qui remplit le pressoir ; les cuves sont trop pleines, leur méchanceté déborde. » (Joël 4, 13) . Ancien Testament : Image de Roi (domination, sceptre) et de Justicier.

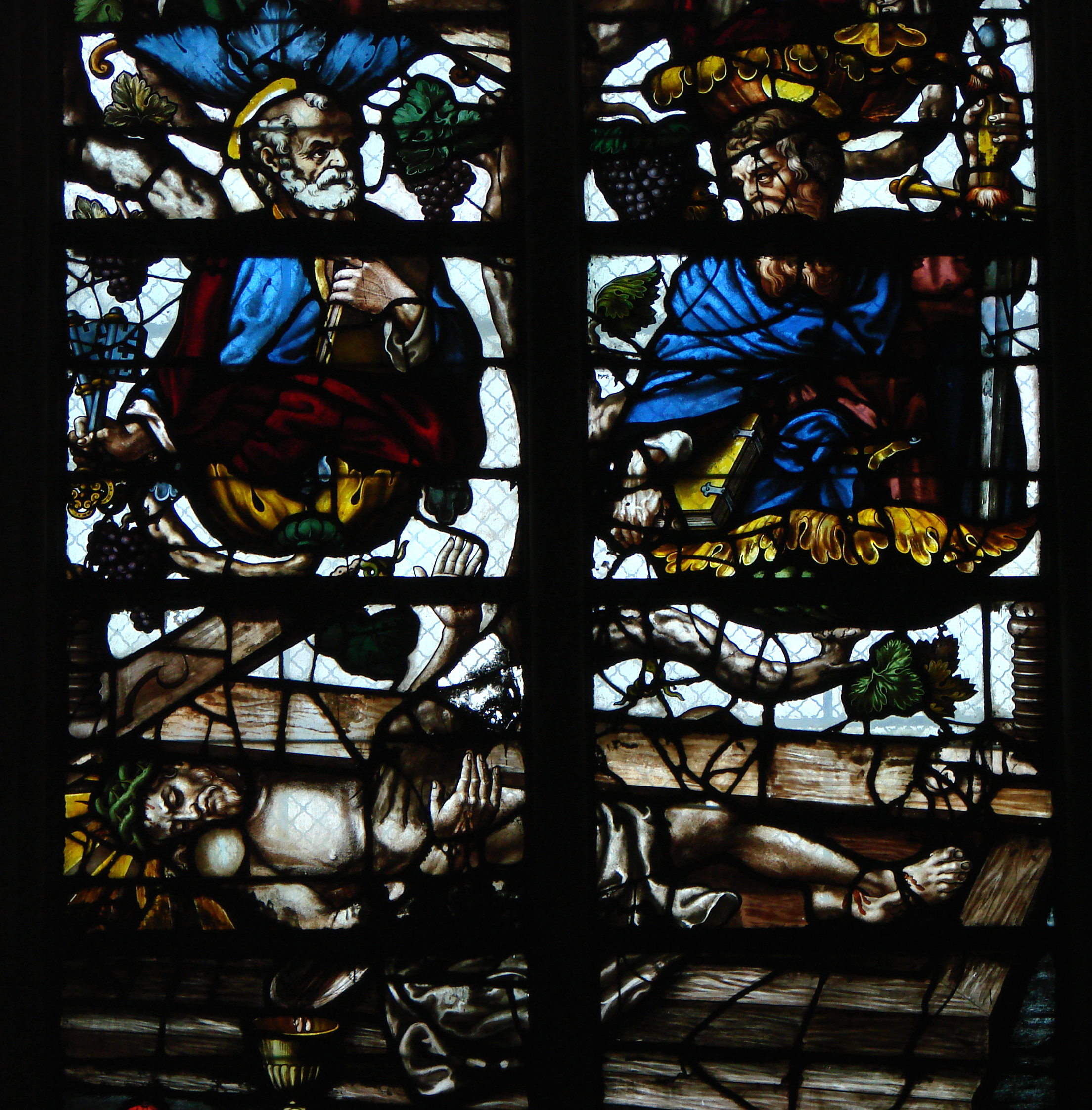
Pressoir Mystique, Troyes.

### Sources évangéliques
Dans le Nouveau Testament l'idée est différente. Le Christ apaise la colère de Dieu en devenant lui-même à la fois le Roi des Nations et la grappe de raisin foulée dans le pressoir par les vendangeurs. Il est le cep de vigne et le fruit de la vigne à la fois, celui qui soumet ses ennemis mais aussi celui qui fait naître l'Église s'étendant comme une vigne, et les sacrements (baptême, eucharistie) et sauve l'humanité, par le règne de l'Amour subjuguant les cœurs et non plus par la force.
- Le pressoir symbole du Fils comme Envoyé du Père : Marc 12,1-12 . « Un homme planta une vigne, il l'entoura d'une clôture, y creusa un pressoir et y bâtit une tour de garde…» « Il lui restait encore quelqu'un : son fils bien-aimé. Il l'envoya vers eux en dernier. Il se disait : « Ils respecteront mon fils. » Mais ces vignerons-là se dirent entre eux : « Voici l'héritier : allons-y ! tuons-le, et l'héritage va être à nous ! » Ils se saisirent de lui, le tuèrent, et le jetèrent hors de la vigne »

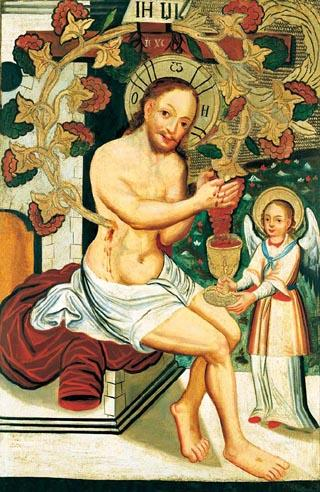
Ukraine.

Le pressoir symbole de la nouvelle religion comme une vigne féconde :
«  Moi, je suis la vraie vigne, et mon Père est le vigneron. Tout sarment qui est en moi, mais qui ne porte pas de fruit, mon Père l’enlève ; tout sarment qui donne du fruit, il le nettoie, pour qu’il en donne davantage. Mais vous, déjà vous voici nets et purifiés grâce à la parole que je vous ai dite : Demeurez en moi, comme moi en vous. De même que le sarment ne peut pas porter du fruit par lui-même s’il ne demeure pas sur la vigne, de même vous non plus, si vous ne demeurez pas en moi.  »
— Évangile selon Jean ,  15, 1-8

## Historique
Thème mystique : « Entre tes bras s'enlace la vigne, d'où coule pour nous en abondance le doux vin qui a la rougeur du sang » (Venance Fortunat, Poèmes II, 1)
Cette métaphore est largement développée par saint Augustin et Isidore de Séville
«  Primus botrus torculari pressus est Christus.
Cum ille botrus passione expressus est manavit illud unde calix inebrians quam proeclarus est ! (Ps. 32, 5.)  »
 La première grappe pressée dans le pressoir fut le Christ ; et celle-ci une fois pressée par la Passion, ce qui resta de ceci fut ce calice enivrant…
Alphonse de Liguori écrit : « Le Prophète interroge de nouveau : Pourquoi donc vos vêtements sont-ils rouges, comme les habits de ceux qui foulent le vin dans le pressoir au temps de la vendange ? (Is 63, 2). Et le Seigneur répond : « J'ai été seul à fouler le vin; aucune homme ne s'est trouvé avec moi » (Is 63, 3). Par ce pressoir, Tertullien, saint Cyprien et saint Augustin entendent la Passion de Jésus-Christ, dans laquelle son vêtement, c'est-à-dire sa chair sacrée fut tout couvert de sang et de plaies, selon ce que dit saint Jean dans l'Apocalypse : « Le manteau qui l'enveloppe est trempé de sang ; et son nom ? Le Verbe de Dieu »(Ap 19, 13). Saint Grégoire dit que, dans ce pressoir dont parle Isaïe, notre Sauveur a été foulé et a foulé. Il a foulé parce que, dans sa passion, il a vaincu les démons; et il a été foulé, parce que son corps adorable a été brisé dans les tourments comme le raisin dans le pressoir, suivant cet autre texte du même Prophète, déjà cité: « Yahvé s'est plu à l'écraser par la souffrance » (Is 53, 10). »

Cette métaphore du pressoir mystique est développée au XVe siècle par le moine allemand Ulrich Stöcklins de Rottach :
Qui botrus exprimitur
In Crucis torculari 
Quod Vinum conficitur
Calicius praecolari
(Grappe exprimée sous le pressoir du Calvaire, grappe d'où sort le vin unique du calice)
Qui de caeli vinea 
Botrus est egressus
Ac per torcularia
Crucis fuit pressus.
(Grappe de la céleste vigne jetée pour être écrasée sous le pressoir de la Croix)
D'autres poèmes existent sur ce même thème :
« Dans une pièce de vers intitulée :  Rhythmus de S. Maria Virgine nous trouvons, entre beaucoup d'autres, ces strophes : 
Ex te botrus egressus
Qui, crucis proelo pressus,
Vino rigat arentes
Sancti spiritus mentes. 
Es et terra coelestis
Ferax lactis et mellis, 
Ex qua veritas orta
Tollit errorum dogma
''Tui sapor germinis nostrum est solamen,
'' Per te vitae sumpsimus aeternae libamen,
Quam det nobis Dominus per tuum juvamen…

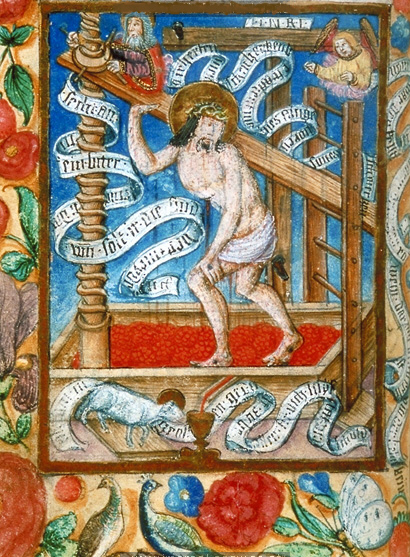
Livre de prières de Ulrich de Montfort

Dans l'ouvrage Clavis, la clef des allégories de l'Écriture Sainte, par saint Méliton de Sardes, au IIe siècle. On peut trouver la Clef et la signification de cette allégorie : 
La grappe, c'est l'Église, ou Corps Mystique du Seigneur. 
« Botrus, Ecclesia, sive Corpus Domini, in Numéris, eo quod botrum de terra repromissionis in phalange crucis Israelitici speculatores reportassent » 
On trouve aussi cette métaphore sous la plume de saint Pierre Damien.
Homonymie : le torculus neumatique en chant grégorien,.

## Réception dans les arts

### Iconographie
Les premiers chrétiens représentaient couramment des grappes de raisin sur les mosaïques (baptistères ou pavements) ou les calices (Calice d'Antioche). C'était un symbole chrétien primitif répandu. Les poètes latins et les Pères de l'Église ont expliqué la métaphore. Il se répandit ensuite dans toute l'Europe, dans l'art pictural, associé au thème du Bain Mystique, dans le sang du Christ (Épitaphe de Brème, Bain Mystique de Bellegambe) : aspersion du Sang du Christ, Fontaine des vertus, Fontaine de grâce, Fontaine de vie.

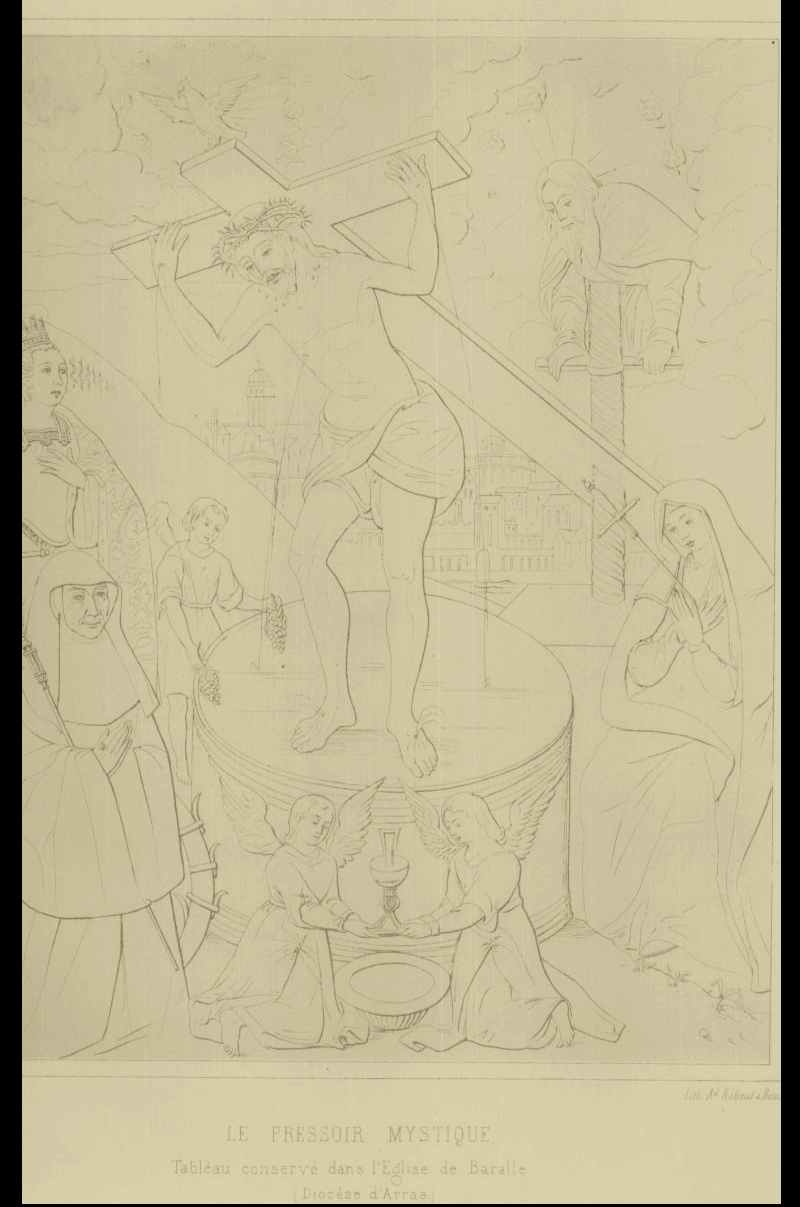
Église de Baralle, Diocèse d'Arras

Le pressoir mystique (en latin torculus Christi) est un thème iconographique chrétien (allégorie), une image de l'Église où le Christ est assimilé à une grappe de raisin écrasée sous le pressoir durant sa Passion, son sang étant le jus de la grappe, devenant la source de tous les sacrements de l'Église et de la Rédemption : il y est représenté agenouillé entre les vis du pressoir, ou foulant du raisin et portant la Croix ou encore couché sous la vis du pressoir : « le Christ foule aux pieds du raisin, et des blessures que son corps a subies, lors de la Passion, coule son sang qui se mêle au vin jaillissant des grappes »… il vient compléter, au Moyen Âge, l'image de la vigne présente en iconographie paléo-chrétienne.
Dans le tableau d'Anspach ( vers 1511), le sang du pressoir se transforme en hosties que recueille dans un calice, saint Pierre agenouillé portant les ornements pontificaux.

### Galerie

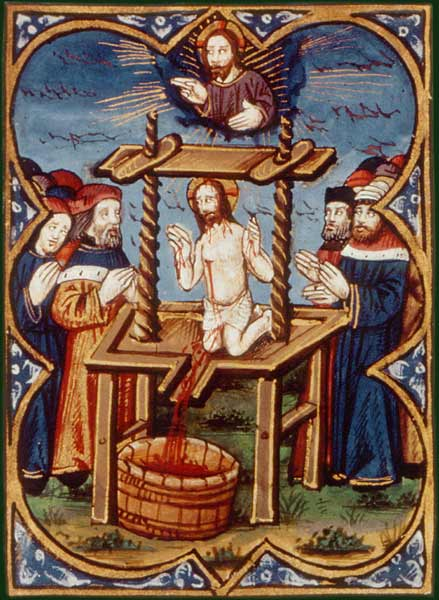
Bible moralisée de Philippe le Hardi ; vers 1485-1493, le Pressoir Mystique
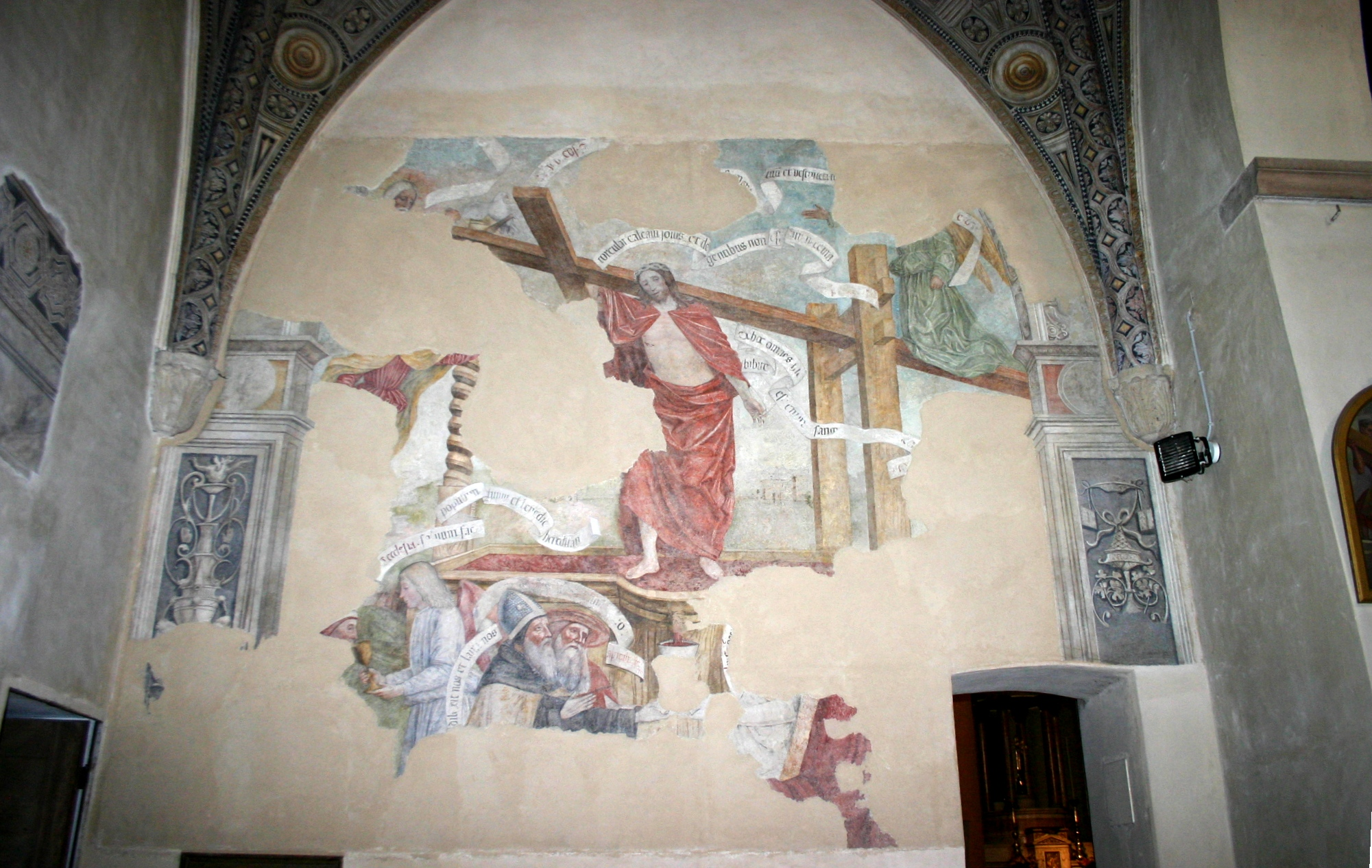
Ambrogio Borgognone , Milan, S. Maria Immacolata
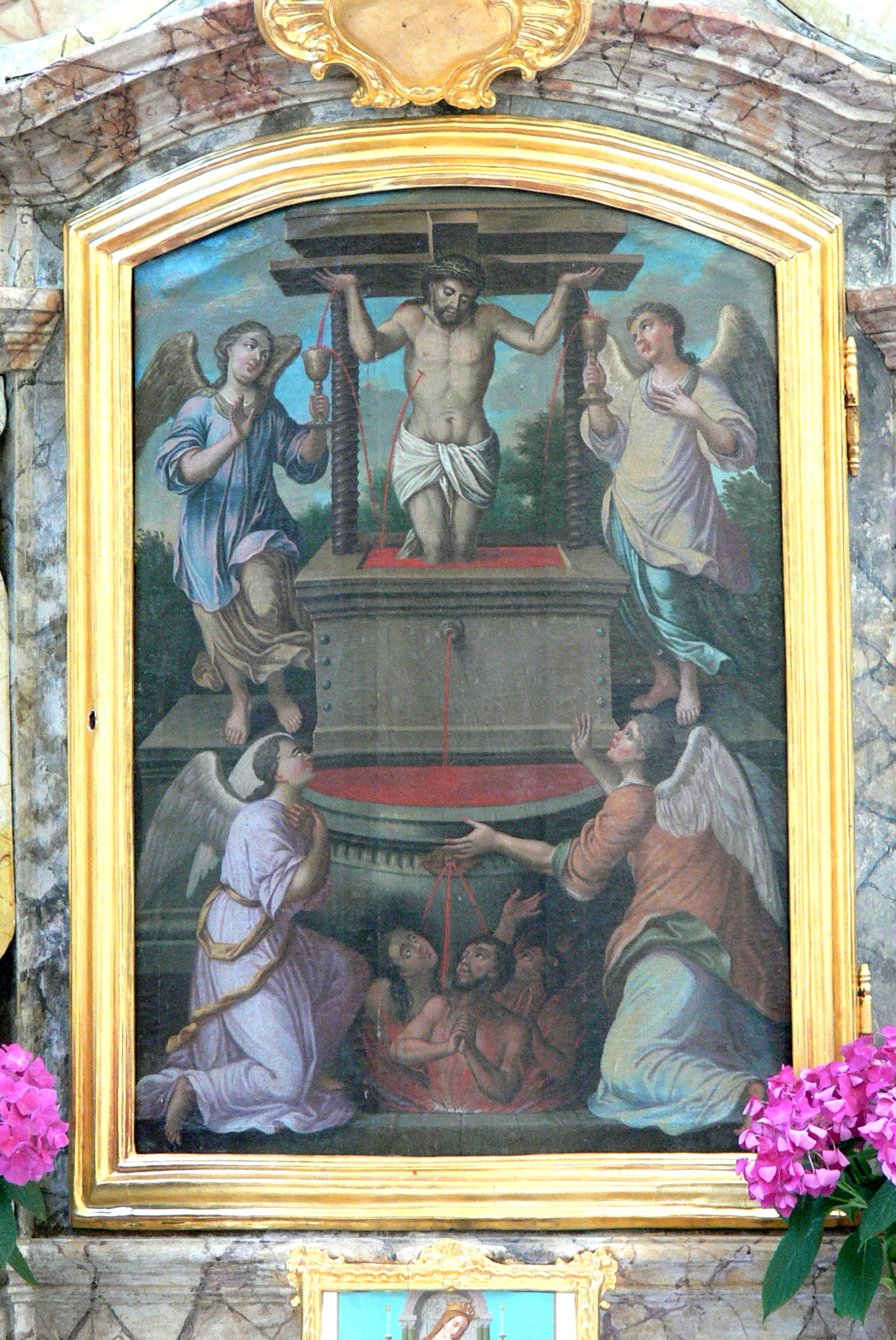
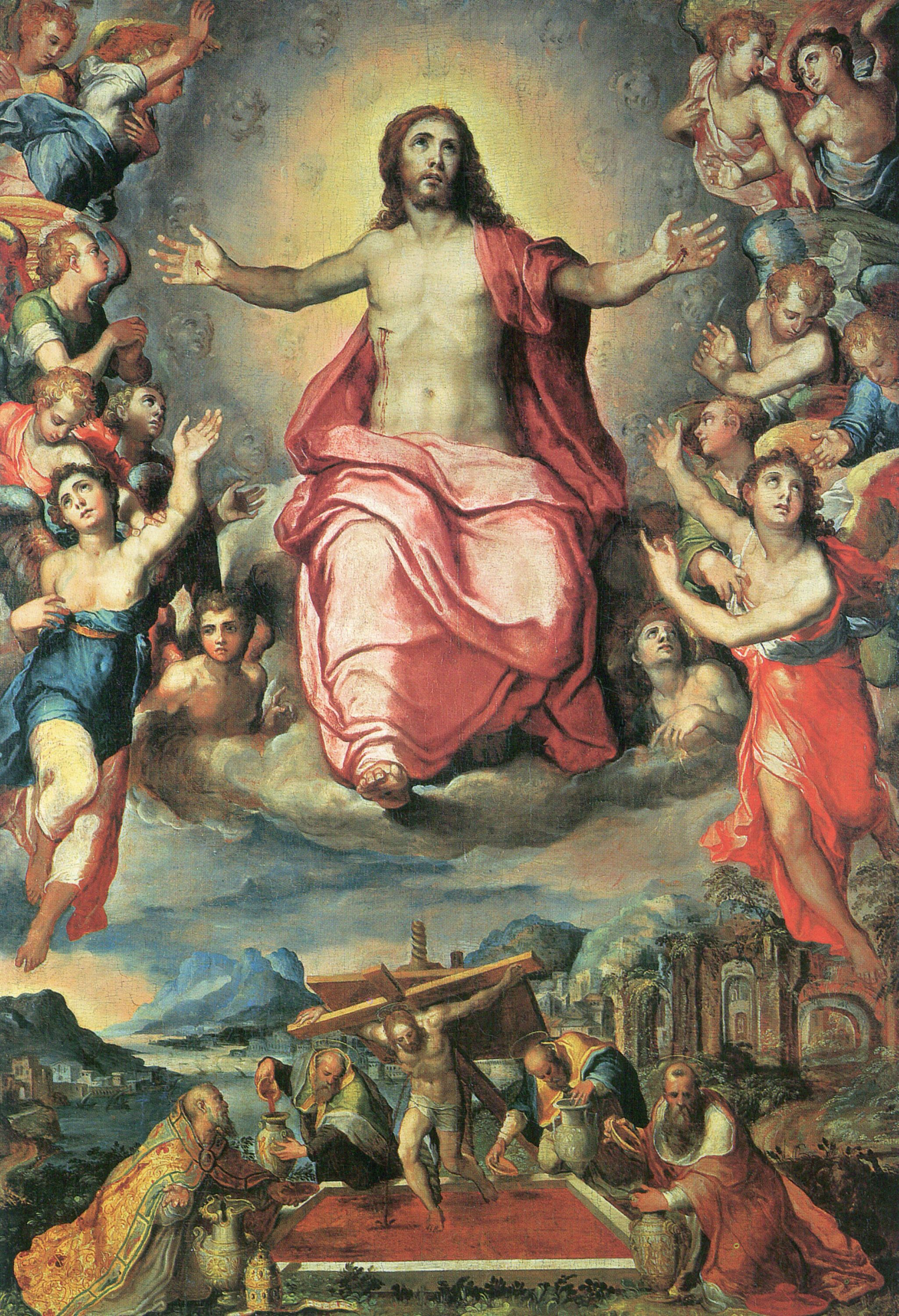
Marco  da Pino
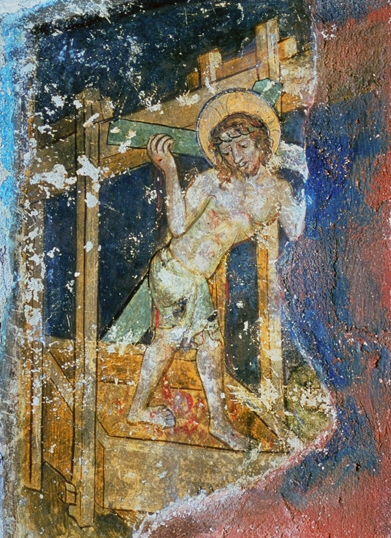
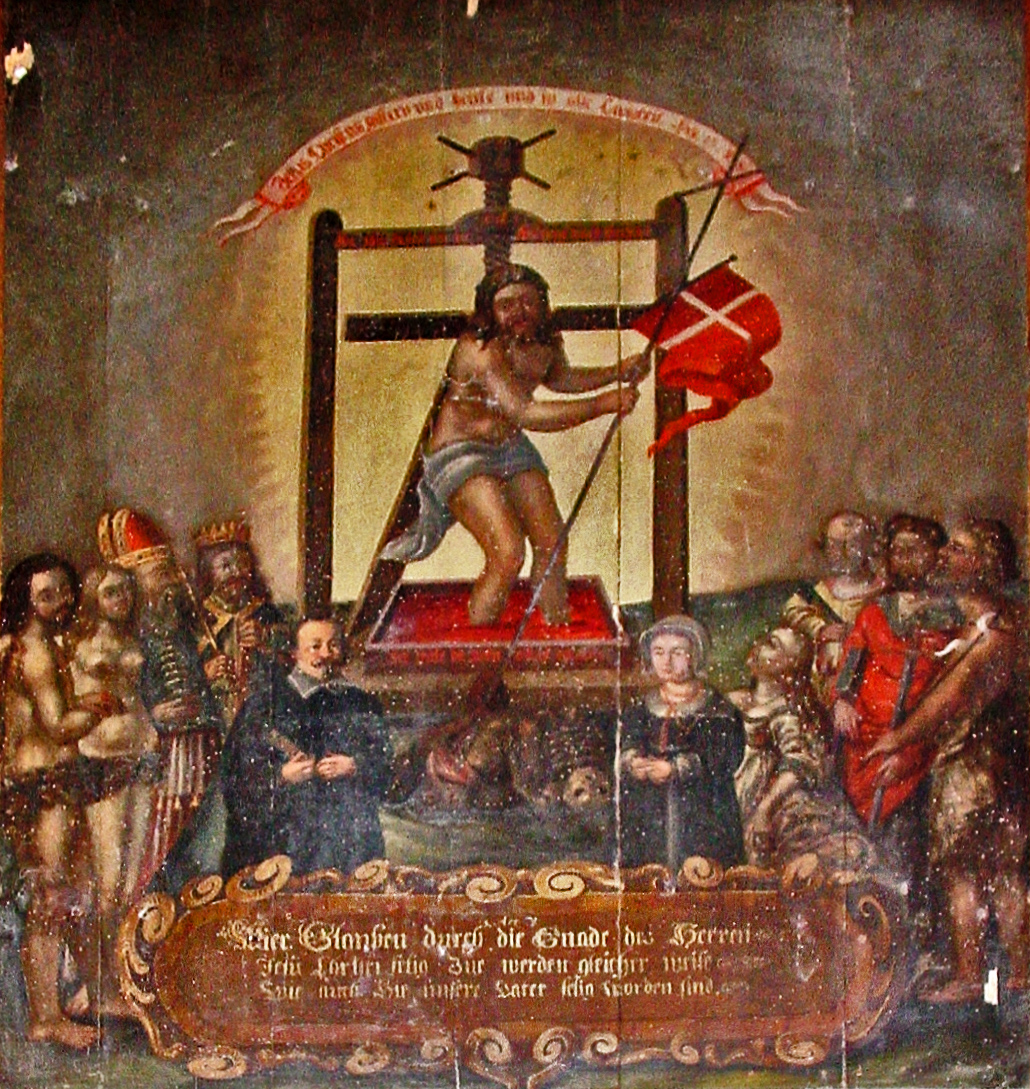
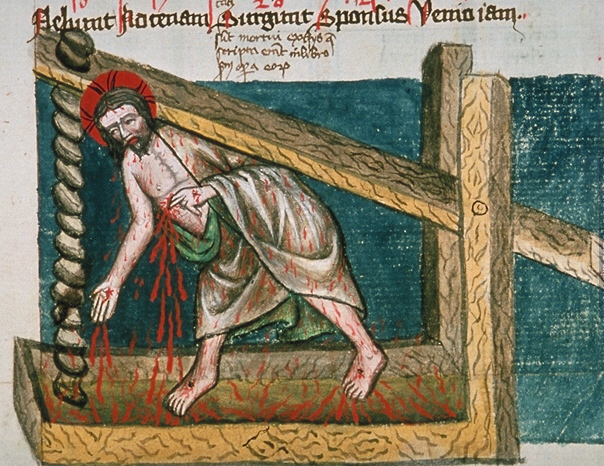
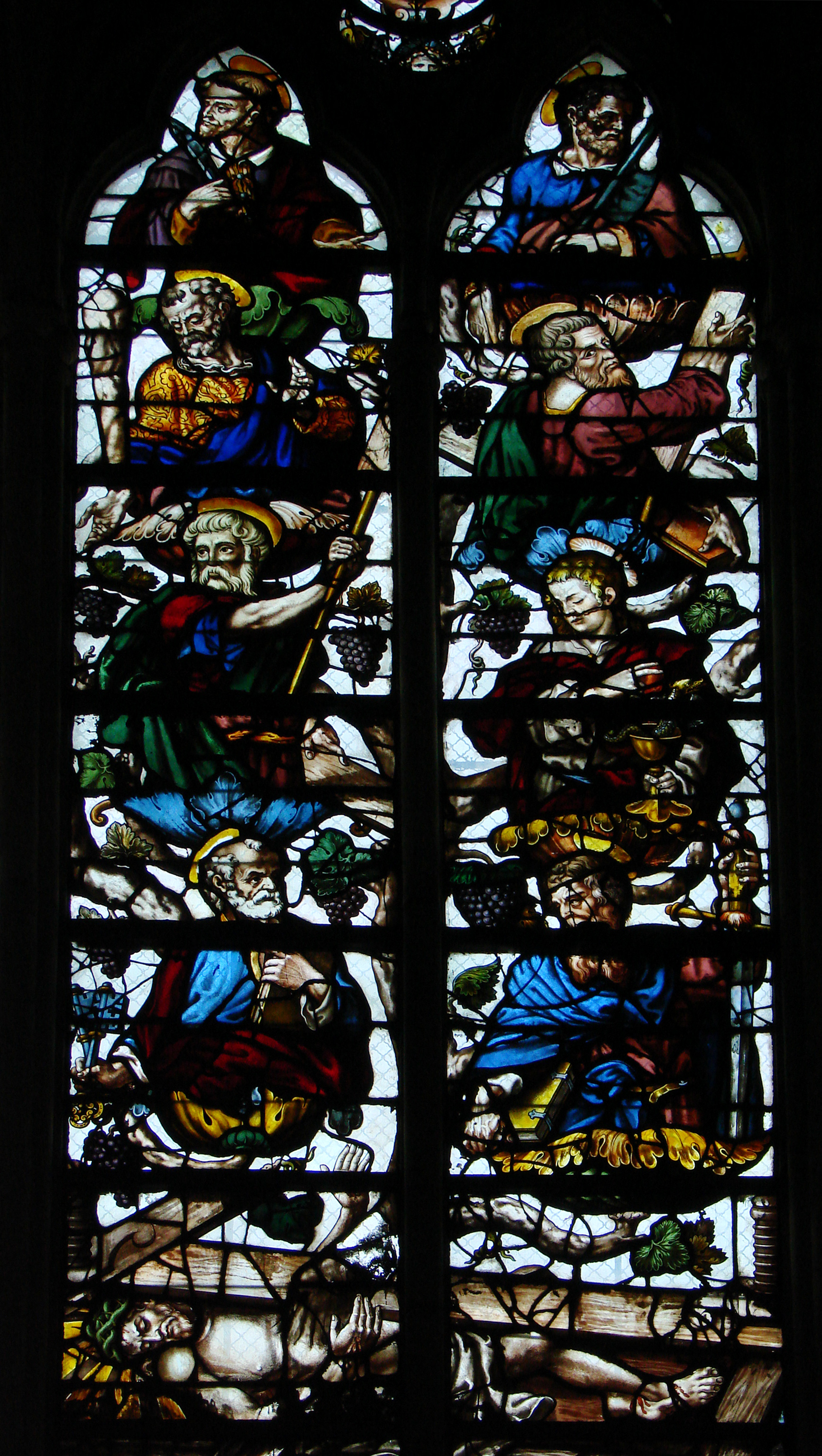
Vitrail du Pressoir mystique (1625) par Linard Gontier : le Christ et les douze apôtres (détail). Cathédrale Saint-Pierre-et-Saint-Paul de Troyes
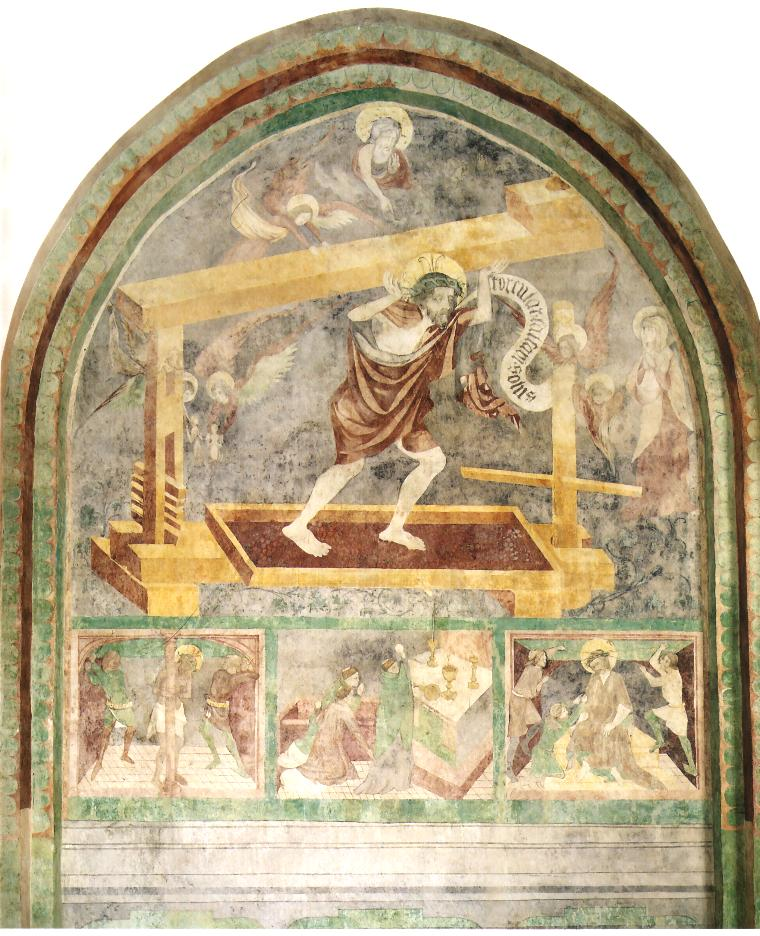
Cracovie, Pologne
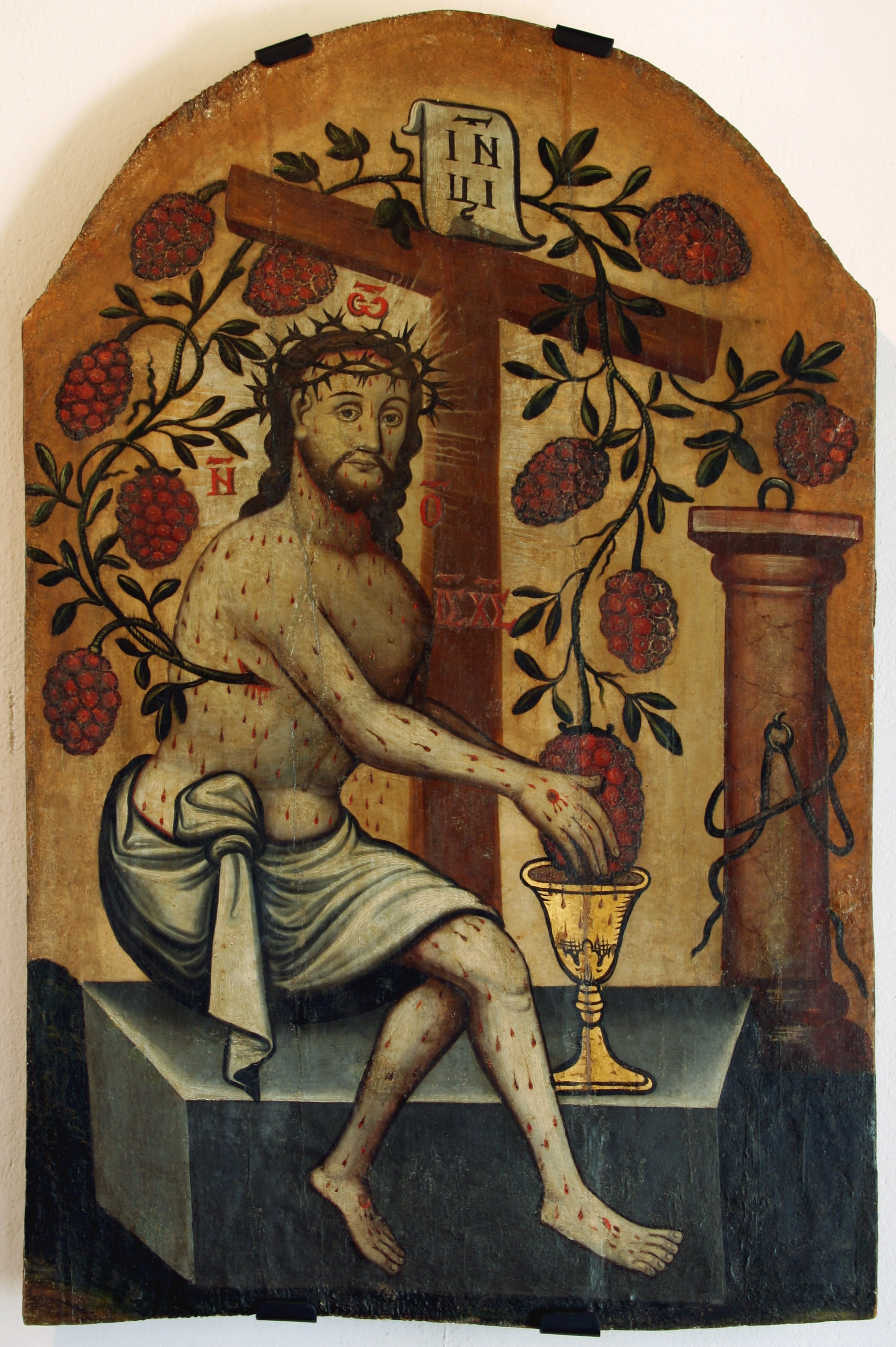
Le pressoir mystique, icône du Musée de Sanok, en Pologne
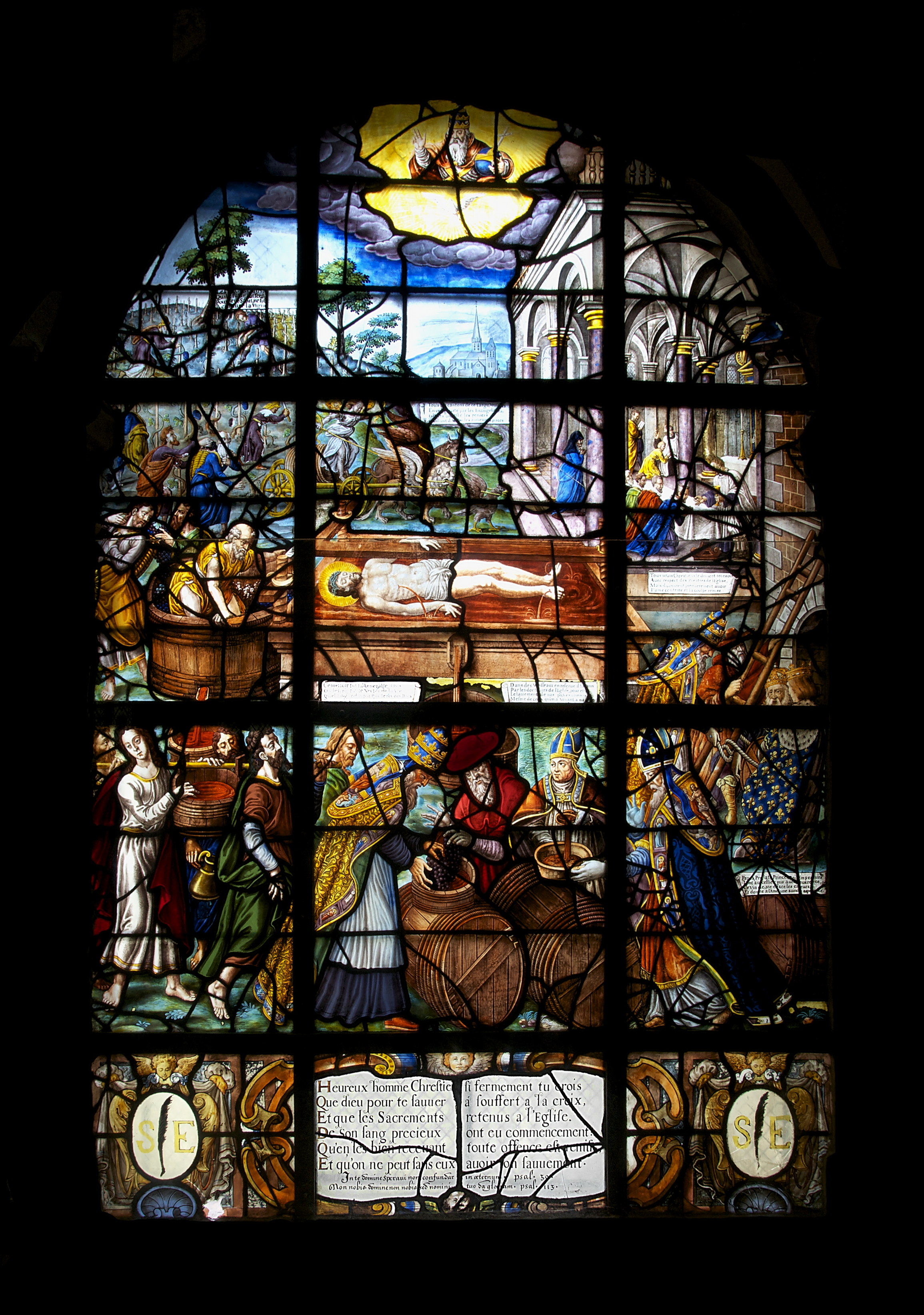
Pressoir mystique, Vitrail du cloître de Saint Etienne du Mont, Paris

### Iconographie
- Quelques illustrations
- Cathédrale de Troyes
- BELLEGAMBE Jean Le Bain mystique
- L'allégorie du Pressoir Mystique dans une Bible ayant appartenu à Philippe le Hardi, duc de Bourgogne, sous Charles VI (fin du XVe siècle).
- Le précieux Sang du Christ : sang eucharistique ou sang relique ?
- Le pressoir mystique source des sacrements
- La ville de Recloses possède un Pressoir mystique (retable de grande taille).